# Яськова
Яськова — річка в Україні, у межах Липовецького району Вінницької області. Права притока р. Поганка (притока Собу, басейн Південного Бугу). 
Тече через село Росоша, впадає у Поганку за 12 км від гирла, довжина — 5 км.